# Солванг (Каліфорнія)
Солванг (англ. Solvang) — місто (англ. city) в США, в окрузі Санта-Барбара штату Каліфорнія. Населення — 6126 осіб (2020).

## Географія
Солванг розташований за координатами 34°35′38″ пн. ш. 120°8′23″ зх. д. / 34.59389° пн. ш. 120.13972° зх. д. (34.593758, -120.139680).  За даними Бюро перепису населення США в 2010 році місто мало площу 6,28 км², з яких 6,28 км² — суходіл та 0,00 км² — водойми.

## Демографія
Згідно з переписом 2010 року, у місті мешкало 5245 осіб у 2173 домогосподарствах у складі 1385 родин. Густота населення становила 835 осіб/км².  Було 2485 помешкань (395/км²).
Расовий склад населення:
| - 82,5 % — білих - 1,4 % — азіатів - 1,1 % — корінних американців - 0,7 % — чорних або афроамериканців - 11,6 % — осіб інших рас |

До двох чи більше рас належало 2,6 %. Частка іспаномовних становила 29,2 % від усіх жителів.
За віковим діапазоном населення розподілялося таким чином: 20,9 % — особи молодші 18 років, 58,2 % — особи у віці 18—64 років, 20,9 % — особи у віці 65 років та старші. Медіана віку мешканця становила 45,0 року. На 100 осіб жіночої статі у місті припадало 93,0 чоловіків;  на 100 жінок у віці від 18 років та старших — 90,7 чоловіків також старших 18 років.
Середній дохід на одне домашнє господарство  становив 86 419 доларів США (медіана — 67 484), а середній дохід на одну сім'ю — 101 071 долар (медіана — 78 618). Медіана доходів становила 70 049 доларів для чоловіків та 28 266 доларів для жінок. За межею бідності перебувало 11,1 % осіб, у тому числі 20,1 % дітей у віці до 18 років та 8,7 % осіб у віці 65 років та старших.
Цивільне працевлаштоване населення становило 2715 осіб. Основні галузі зайнятості: освіта, охорона здоров'я та соціальна допомога — 25,2 %, мистецтво, розваги та відпочинок — 17,8 %, роздрібна торгівля — 13,6 %, виробництво — 11,3 %.